# Into the Labyrinth (album Saxon)
Into the Labyrinth – dziewiętnasty album studyjny heavymetalowego zespołu Saxon wydany 12 stycznia 2009 roku przez wytwórnię Steamhammer.

## Lista utworów
1. „Battalions of Steel” – 6:35
2. „Live to Rock” – 5:30
3. „Demon Sweeney Todd” – 3:54
4. „The Letter” – 0:43
5. „Valley of the Kings” – 5:05
6. „Slow Lane Blues” – 4:09
7. „Crime of Passion” – 4:05
8. „Premonition in D minor” – 0:41
9. „Voice” – 4:36
10. „Protect Yourselves” – 3:57
11. „Hellcat” – 3:56
12. „Come Rock of Ages (The Circle Is Complete)” – 3:55
13. „Coming Home (Bottleneck version)” – 3:12

## Twórcy
| Saxon w składzie - Biff Byford – wokal, producent wykonawczy - Paul Quinn – gitara - Doug Scarratt – gitara - Nibbs Carter – gitara basowa - Nigel Glockler – perkusja Gościnnie - Matthias Ulmer – instrumenty klawiszowe - Toby Jepson – wokal wspierający - Hacky Hackmann – wokal wspierający | Personel - Kai Swillus – zdjęcia, projekt książeczki - Charlie Bauerfeind – producent, inżynier dźwięku - Paul Raymond Gregory – projekt okładki |